# André Kolingba
André-Dieudonné Kolingba (Bangui, 12 d'agost de 1935 - París, 7 de febrer de 2010) va ser el quart president de la República Centreafricana (RCA), des de l'1 de setembre de 1981 fins al 22 d'octubre de 1993.
Va prendre el poder de mans del President David Dacko en un incruent cop d'estat el 1981 i ho cediria a Ange-Félix Patassé en unes eleccions democràtiques celebrades el 1993. Kolingba va comptar amb un gran suport per part de França fins a la caiguda del Mur de Berlín, després de la qual, la pressió nacional i exterior li va obligar a convocar eleccions presidencials en les quals va ser derrotat. Els seus dotze anys de mandat van veure com augmentava la influència del Fons Monetari Internacional (FMI) i del Banc Mundial en les decisions dels països donants de fons respecte del seu suport i gestió de la RCA. Molts membres del grup ètnic de Kolingba, el Yakoma, va obtenir llocs lucratius en els sectors públics, privats i paraestatales de l'economia de la RCA en aquesta època. Això va provocar un augment de la tensió entre els anomenats “meridionals” (inclòs el poble Yakoma) i els “del nord” (inclosos els Gbaya de la sabana) de la RCA que conduiria a violentes confrontacions entre aquests grups durant l'era Patassé (1993-2003).